# Pietro Afesa
Pietro Afesa (noto anche come Pietro della Basilicata) (fl. XVI-XVII secolo) è stato un pittore italiano attivo tra Basilicata e Campania nel XVI o nel XVII secolo.

## Biografia
Le scarse informazioni biografiche sono discordi, a partire dall'epoca di attività, indicata nella metà del '500 o nella metà del '600 a seconda delle fonti. Gli sono state attribuite una Assunzione nel convento di Marsiconuovo ed alcuni affreschi nella cappella di San Prisco e nella chiesa di Santa Sofia (demolita) a Sala Consilina. Lavorò anche nella chiesa della Trinità a Potenza. È stata anche ipotizzata una sua presenza il Lombardia nel XVII secolo.